# Lac des Rouites
Le lac des Rouites est un lac glaciaire des Alpes, situé à 2 382 mètres d'altitude, dans le département des Hautes-Alpes, en Provence-Alpes-Côte d'Azur.
Il se situe au dessus du lac Miroir et en dessous du lac Sainte-Anne.